# Guy Charlier
Pour les articles homonymes, voir Charlier.
Guy J.C. Charlier, né le 19 novembre 1941 à Anderlecht est un homme politique belge wallon, membre du PS.
Il fut instituteur et secrétaire d'administration. 

## Carrière politique
- 1974-1987 : conseiller provincial (Luxembourg)
- 1986-1987 : Député permanent de la province de Luxembourg.
- 1987-1995 : Député belge et
  - membre du Conseil régional wallon
  - membre du Conseil de la Communauté française
- 1995-1999 : sénateur coopté
- 1977-1986 et
- 1989-     : Bourgmestre d'Étalle.

## Distinctions
- Chevalier de l'Ordre de Léopold (1999)
- Médaille civique de 1re classe (1988).